# Накагава, Нобуо
Нобуо Накагава (яп. 中川 信夫; 18 апреля 1905, Киото, Япония — 17 июня 1984, Токио, Япония) — японский режиссёр, мастер триллера, хоррора и самурайских боевиков. Всего снял 97 фильмов.

## Биография
Нобуо Накагава родился 18 апреля 1905 года в Киото в семье шеф-повара ресторана и официантки. С детства интересовался кино и увлекался книгами, рассчитывал стать литератором. Друзья отмечали, что он готов был ехать через весь город, чтобы посмотреть редкий фильм, беседовать о нём мог часами.
В 1924 году окончил коммерческое училище в префектуре Хёго благодаря полученной именной стипендии. Трудился в качестве кинокритика в журнале «Кинэма Дзюмпо», специализировался на статьях о классических американских хоррорах 1930-х годов. С 1929 года работал ассистентом на студии Makino Film Studios у режиссёра Масахиро Макино (до её банкротства в 1932 году). Год был безработным.
В 1934 году снял свой первый фильм на студии MigiFutoshiEmon — «Меч Бога войны». Работал на студии Toho, снимая обычно комедии в американском стиле. Некоторые из его фильмов этого времени — истории самураев.
В годы Второй Мировой войны служил в Шанхае. Снимал там пропагандистские фильмы, иногда — оптимистические комедии. После окончания войны устроился на студию Shintoho Film Distribution Committee. С 1956 года студию возглавил Мицугу Окура. Студия взяла курс на остросюжетное жанровое кино. Накагава стал специализироваться на хорроре. Режиссёра привлекают эксперименты со стилем. В фильме «Дом призрачной кошки» (1958) действие разворачивается в двух эпохах — XX век и XVIII столетие, настоящее время — черно-белая плёнка, прошлое — цветная. Доктор и его больная жена переезжают в Кюсю. Больная начинает видеть призрак ведьмы. Буддисткий священник рассказывает историю дома. Вторая часть — прошлое усадьбы. Режиссёр экспериментировал с замедленной съёмкой, освещением и суперналожением. Накагава цитировал «Вампира» Карла Теодора Дрейера и «Людей-кошек» Жака Турнёра.
Фильм «Йоцуя Кайдан» снят в традиционной эстетике театра Кабуки.
Фильм 1959 года «Леди Вампир» был снят в европейских кварталах Токио. Готическая архитектура, европейская одежда и интерьеры, художественные приёмы «Леди Вампир» подражают итальянским фильмам ужасов. Фильм «Потолок в Уцуномии» (1956) снят в традициях классического самурайского фильма. Фильм «Женщина из камеры смертников» («Onna shikeishû no datsugoku», 1960) соединяет элементы европейского детектива и американского «тюремного» фильма. Фильм «Злая женщина» 1958 года снят в традициях криминального фильма. Действие его происходит в Токио в 1870-е годы. Юная и красивая девушка любит молодого полицейского, но работает на криминального авторитета.
Лучший фильм режиссёра по признанию зрительской аудитории и кинокритиков — «Ад» («Jigoku», 1960).
Первая половина «Ада» — психологическая драма, основанная на мотивах европейской классики — «Преступления и наказания» Достоевского и «Фауста» Гёте. Это история о студенте, который сбил мелкого якудза, но скрыл преступление. Героя преследуют всё новые невзгоды. Все основные персонажи погибают, действие переносится в Ад. Вся вторая часть фильма происходит в Аду. В фильме использованы приёмы традиционного японского театра. Лейтмотив фильма — колесо, символизирующее автокатастрофу, и муки в Аду. Фильм «Ад» провалился в прокате. Появились обвинения Накагавы в крахе студии Shintoho Film Distribution Committee.
Для студии Toei режиссёр снял фильм «Проклятие женщины-змеи» (1968). Фильм разочаровал поклонников режиссёра, в нём мелодрама преобладала над острым сюжетом.
Накагава снова обратился к женскому самурайскому кино, сняв фильмы «Быстрый меч Окацу» и «Окацу в бегах» (оба — 1969 год, студия Toei Company), являющиеся продолжениями фильма Ёсихиро Исикавы 1968 года «Женщина-демон».
В 77-летнем возрасте вернулся к кино после длительного перерыва и снял свой последний фильм фильм «Конедзи Жив». Через два года он умер от сердечного приступа.

## Галерея постеров к фильмам Накагавы

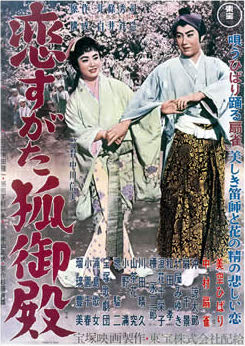
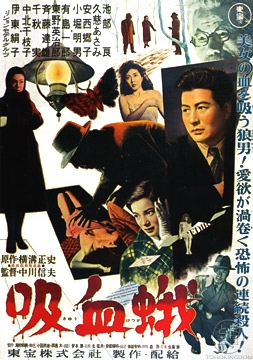
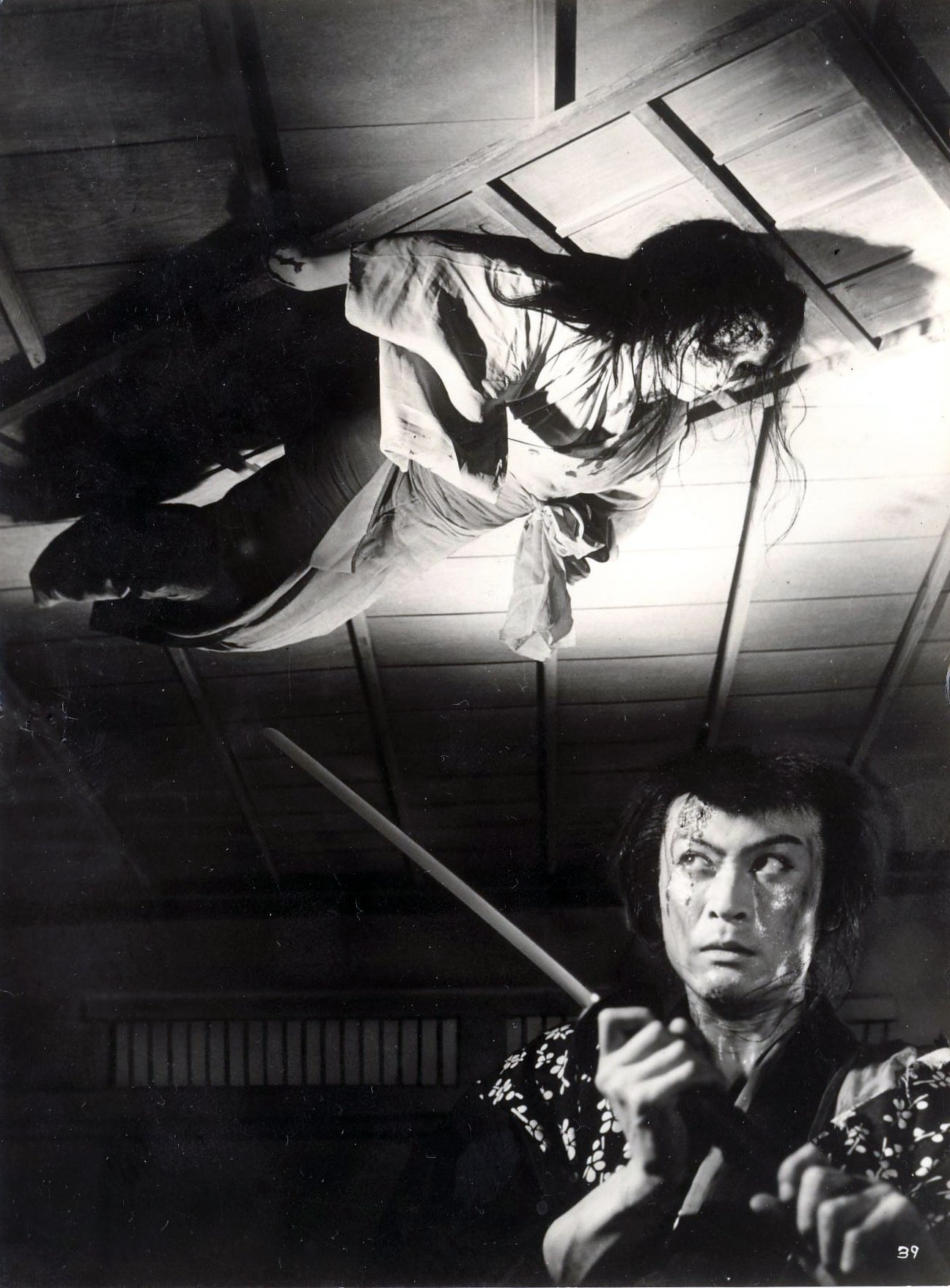

## Избранная фильмография
| Год  | Название                      | Оригинальное название                      | Студия                               | Награды                                                                         |
| ---- | ----------------------------- | ------------------------------------------ | ------------------------------------ | ------------------------------------------------------------------------------- |
| 1982 | Живой Кохэйдзи                | Kaidan: Ikiteiru Koheiji, 78 мин.          | Art Theatre Guild                    | Победитель — Awards of the Japanese Academy 1983 в номинации Best Art Direction |
| 1969 | Окацу в бегах                 | Yoen dokufuden: Okatsu kyojo tabi, 84 мин. | Toei Company                         |                                                                                 |
| 1969 | Быстрый меч Окацу             | Yôen dokufu-den: Hitokiri okatsu, 89 мин.  | Toei Company                         |                                                                                 |
| 1968 | История призрака женщины-змеи | Kaidan hebi-onna, 85 мин.                  | Toei Company                         |                                                                                 |
| 1960 | Ад                            | Jigoku, 101 мин.                           | Shintoho Film Distribution Committee |                                                                                 |
| 1959 | История призрака Йоцуя        | Tôkaidô Yotsuya kaidan, 89 мин.            | Shintoho Film Distribution Committee |                                                                                 |
| 1958 | Дом с кошкой-призраком        | Bôrei kaibyô yashiki, 69 мин.              | Shintoho Film Distribution Committee |                                                                                 |
| 1957 | Призраки болота Касане        | Kaidan Kasane-ga-fuchi, 66 мин.            | Shintoho Film Distribution Committee |                                                                                 |
| 1956 | Потолок в Уцономии            | Kaii Utsunomiya tsuritenjô, 80 мин.        | Shintoho Film Distribution Committee |                                                                                 |
| 1953 | Источник молодости            | Shishun no izumi, 88 мин.                  | Shintoho Film Distribution Committee |                                                                                 |